# Jane Harper
Pour les articles homonymes, voir Harper.
Jane Harper est une auteur australienne de roman policier.

## Biographie
Jane Harper est née à Manchester, au Royaume-Uni. À l'âge de huit ans, sa famille émigre à l'est du centre-ville de Melbourne dans le quartier de Boronia, dans l'État de Victoria, en Australie, pays dont elle obtiendra la nationalité. Plus tard, toute la famille rentre en Angleterre et s'installe dans le Hampshire. Jane Harper étudie l'anglais et l'histoire à l'université du Kent à Canterbury. Elle travaille ensuite comme journaliste au Royaume-Uni et en Australie.
En 2014, à la suite de la publication de l'une de ses nouvelles, elle décide de se consacrer à l'écriture romanesque.
En 2015, son premier roman, The Dry (Canicule) est publié avec succès en Australie. Avec ce roman, elle est lauréate du Gold Dagger Award 2017, du prix Ned-Kelly 2017 du meilleur premier roman et du prix Barry 2018 du meilleur premier roman. Il est ensuite édité au Royaume-Uni et aux États-Unis, puis traduit en français et en allemand. Les droits de ce roman ont été achetés par la productrice américaine Reese Witherspoon.

## Œuvre

### Romans

#### SérieAaron Falk
- Jane Harper (auteur) et Renaud Bombard (traducteur), Canicule [« The Dry »], Paris, Kero, 2017, 400 p. (ISBN 978-2-36658-262-8)
- Jane Harper (auteur) et David Fauquemberg (traducteur), Sauvage [« Force of Nature »], Paris, Calmann-Lévy Noir, 2018, 432 p. (ISBN 978-2-70216-394-8)
- Jane Harper (auteur), Les Oubliés de Marralee [« Exiles »], Paris, Calmann-Lévy Noir, 2023, 400 p. (ISBN 978-2-70218-284-0)

#### Autres romans
- Jane Harper (auteur) et David Fauquemberg (traducteur), Lost Man [« The Lost Man »], Paris, Calmann-Lévy Noir, 2019, 416 p. (ISBN 978-2702166925)
- The Survivors (2021) Publié en français sous le titres Les Survivants, Calmann-Lévy, 2021

## Prix et récompenses

### Prix
- Gold Dagger Award 2017 pour Canicule (The Dry)[2]
- Prix Ned-Kelly 2017 du meilleur premier roman pour Canicule (The Dry)[3]
- Prix des lecteurs du Livre de Poche catégorie polar 2018 pour Canicule (The Dry)[4].
- Prix Barry 2018 du meilleur premier roman pour Canicule (The Dry)[5]
- Prix Thriller 2019 du meilleur livre de poche original pour The Lost Man[6]
- Prix Ned-Kelly 2019 du meilleur roman pour The Lost Man[3]
- Festival Polar de Cognac 2018 : Prix polar du meilleur roman international pour Savage[7]
- Prix Barry 2020 du meilleur roman pour The Lost Man[5]

### Nominations
- Prix Anthony 2018 du meilleur premier roman pour Canicule (The Dry)[8]
- Prix Macavity 2018 du meilleur premier roman pour Canicule (The Dry)[9]
- Prix Macavity 2019 du meilleur roman pour The Lost Man[9]
- Prix Barry du meilleur roman de la décennie pour The Dry[5]
- Prix Ned-Kelly 2021 du meilleur roman pour The Survivors[3]
- Prix Ned-Kelly 2023 du meilleur roman pour Exiles[3]